# حارة الدلالي (التواهي)
حارة الدلالي هي إحدى حارات حي النجمة الحمراء الواقع بمديرية التواهي التابعة لمحافظة عدن، بلغ تعداد سكانها 5791 نسمة حسب تعداد اليمن لعام 2004.